# Sesquialtera
Sesquialtera - orgonaregiszter; többsoros kevert regiszter; amelyet a barokk kor óta alkalmaz az orgonaépítészet. Kerülhet a pozitív-, a fő-, és a mellműre is. Két-, vagy három sorral készül. Amennyiben kétsoros, akkor a 2 2/3’ + 1 3/5’ sorokat tartalmazza; amennyiben háromsoros, akkor a 4’ + 2 2/3’ + 1 3/5’ sorokat tartalmazza. Anyaga ón; jellege kizárólag nyitott; készülhet bő méretű olasz principálokból vagy kevert „Gemshorn” regisztersorból; hangja lágy, de sötét és nyelves hatású.